# Platylepis grandiflora
Platylepis grandiflora är en orkidéart som först beskrevs av Rudolf Schlechter, och fick sitt nu gällande namn av Paul Ormerod. Platylepis grandiflora ingår i släktet Platylepis och familjen orkidéer. Inga underarter finns listade i Catalogue of Life.